# Abhurit
Abhurit ist ein sehr selten vorkommendes Mineral aus der Mineralklasse der „Halogenide“. Es kristallisiert im trigonalen Kristallsystem mit der chemischen Zusammensetzung Sn21O6(OH)14Cl16, entspricht also chemisch gesehen einem basischen Zinnchlorid.
Abhurit entwickelt meist dünntafelige, hexagonale Kristalle, findet sich aber auch in Form kryptokristalliner Krusten. Die bisher größten gefundenen, farblosen und durchsichtigen Kristalle hatten die Form kleiner, sechseckiger Täfelchen von etwa zwei Millimeter Größe.

## Etymologie und Geschichte
Erstmals entdeckt wurde Abhurit 1983 in einem etwa hundert Jahre alten Schiffswrack in der Bucht „Sharm Abhur“ etwa 30 km nördlich von Dschidda (englisch Jiddah) am Roten Meer in Saudi-Arabien. Dort bildete sich das Mineral durch die Korrosion der gesunkenen Zinn-Barren. Abhurit ist das bisher einzige bekannte Typmineral Saudi-Arabiens.
Analysiert und beschrieben wurde Abhurit durch John J. Matzko, Howard T. Evans jr., Mary E. Mrose, Philip Aruscavage, die das Mineral nach seiner Typlokalität benannten und ihre Ergebnisse zur Prüfung des Mineralstatus bei der International Mineralogical Association (IMA) einreichten (Register-Nr. IMA 1983-061). Diese erkannte den Mineralstatus und den gewählten Namen noch im selben Jahr an, was allerdings nicht mehr den seit 1998 geltenden Regeln der IMA entspricht, wonach Material anthropogenen Ursprungs (durch Menschen entstandene, verursachte, hergestellte oder beeinflusste Stoffe) wie beispielsweise korrodierte menschliche Artefakte nicht als Mineral akzeptiert wird.
Typmaterial des Minerals befindet sich im Royal Ontario Museum von Toronto in Kanada und im National Museum of Natural History in Washington, D.C. in den Vereinigten Staaten (Register-Nr. 162403).

## Klassifikation
Da der Abhurit erst 1983 entdeckt und als eigenständiges Mineral anerkannt wurde, ist er in der veralteten 8. Auflage der Mineralsystematik nach Strunz noch nicht verzeichnet. Einzig im zuletzt 2018 überarbeiteten und aktualisierten Lapis-Mineralienverzeichnis nach Stefan Weiß, das sich aus Rücksicht auf private Sammler und institutionelle Sammlungen noch nach dieser klassischen Systematik von Karl Hugo Strunz richtet, erhielt das Mineral die System- und Mineral-Nr. III/D.05-10. In der „Lapis-Systematik“ entspricht dies der Klasse der „Halogenide“ und dort der Abteilung „Oxihalogenide“, wo Abhurit zusammen mit Panichiit eine eigenständige, aber unbenannte Gruppe bildet.
Die seit 2001 gültige und von der IMA bis 2009 aktualisierte 9. Auflage der Strunz’schen Mineralsystematik ordnet den Abhurit ebenfalls in die Klasse der „Halogenide“ und dort in die Abteilung der „Oxihalogenide, Hydroxyhalogenide und verwandte Doppel-Halogenide“ ein. Diese ist weiter unterteilt nach den in der Verbindung vorherrschenden Metallen, so dass das Mineral entsprechend seiner Zusammensetzung in der Unterabteilung „Mit Cu usw., ohne Pb“ zu finden ist, wo es als einziges Mitglied die unbenannte Gruppe 3.DA.30 bildet.
Auch die vorwiegend im englischen Sprachraum gebräuchliche Systematik der Minerale nach Dana ordnet den Abhurit in die Klasse der „Halogenide“ und dort in die Abteilung der „Oxihalogenide und Hydroxyhalogenide“ ein. Hier ist er als einziges Mitglied in der unbenannten Gruppe 10.05.09 innerhalb der Unterabteilung „Oxihalogenide und Hydroxyhalogenide mit der Formel Am(O,OH)pXq“ zu finden.

## Kristallstruktur
Abhurit kristallisiert trigonal in der Raumgruppe R32 (Raumgruppen-Nr. 155) mit den Gitterparametern a = 10,02 Å und c = 44,01 Å sowie 3 Formeleinheiten pro Elementarzelle.

## Bildung und Fundorte
Abhurit bildet sich als blasenförmige Ausblühungen auf der Oberfläche von Zinn unter Einfluss von Meerwasser. Begleitminerale sind unter anderem Romarchit, Hydroromarchit, Kutnohorit und Aragonit.
Als sehr seltene Mineralbildung konnte Abhurit bisher (Stand: 2011) nur in wenigen Proben an weniger als 10 Fundorten nachgewiesen werden. Neben seiner Typlokalität Sharm Abhur in Saudi-Arabien sind dies noch ein nicht näher bestimmter Fundort bei Port Royal auf Jamaika sowie Schiffswracks bei Hidra/Flekkefjord in Norwegen, St Ives (England) und Anglesey (Wales) im Vereinigten Königreich und San Jose (Monroe County) und Beaufort in den Vereinigten Staaten.